# Nefi (imię)

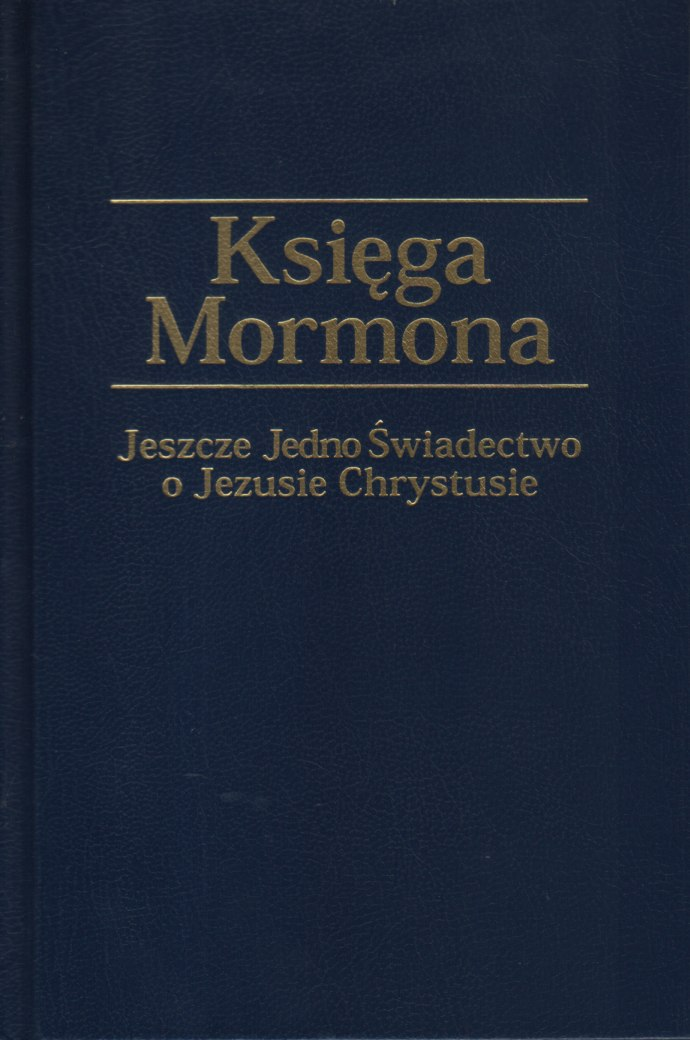
Księga Mormona, jedno z mormońskich pism świętych i jednocześnie tekst, z którego pochodzi imię Nefi

Nefi (deseret 𐐤𐐀𐐙𐐌, 𐐤𐐁𐐙𐐌) – imię męskie występujące w wyznaniach należących do ruchu świętych w dniach ostatnich (mormonów). Pochodzi z Księgi Mormona, w której nosiły je cztery postacie. Pojawiło się w źródłach już w początkach mormonizmu. Popularne w zdominowanym przez świętych w dniach ostatnich stanie Utah, występuje też wśród wyznających mormonizm Maorysów. Znalazło odzwierciedlenie w szerszej mormońskiej kulturze. Jako imię wywiedzione z pism świętych uznawane jest za powód do dumy. Ma także wywierać pozytywny wpływ na życie duchowe noszącego je człowieka.  

## Pochodzenie
Pochodzi z Księgi Mormona, jednego z pism świętych przynależnych do kanonu tej tradycji religijnej. Nosiły je w tym tekście cztery kluczowe postacie. Pierwsza z nich, prorok i król Nefitów, miała żyć na przełomie VII i VI wieku p.n.e. Druga, syn Helamana, żyć miała w I wieku p.n.e. Trzecią postacią o tym imieniu występującą na kartach tej świętej księgi miał być Nefi, neficki uczeń powołany przez Jezusa Chrystusa podczas jego wizyty na starożytnym kontynencie amerykańskim. Czwarta i ostatnia to z kolei syn poprzedniego.

## Perspektywa historyczna
Pojawia się w źródłach historycznych już w początkach mormonizmu. Nosiło je kilka postaci z wczesnej historii Kościoła Jezusa Chrystusa Świętych w Dniach Ostatnich. Wymienia się tutaj Nephiego Pratta (1846-1910), jednego z synów Parleya P. Pratta oraz Belindy Marden, oraz Nephiego Younga Schofielda, posługującego w misji brytyjskiej koniec XIX stulecia. Imię to nosił również zaangażowany w kolonizację Utah pionier Nephi Johnson (zm. 1919). Nieco później imię to nosił również Nephi Anderson, autor pierwszej powieści dla mormońskiej młodzieży.

## Występowanie i popularność w Stanach Zjednoczonych
Wśród świętych w dniach ostatnich jest popularnym i dość chętnie wybieranym imieniem. Częściowo wynika to z jego silnego zakorzenienia w materiałach publikowanych przez Kościół. Inne, rzadziej wykorzystywane imiona bowiem, takie jak Szule czy Zenok, w podręcznikach, przemówieniach czy prasie kościelnej pojawiają się znacznie rzadziej.
Często spotyka się je w zdominowanym przez mormonów stanie Utah, choć szczyt jego popularności tamże przypadł na 1926. Z uwagi na przemożny wpływ mormonizmu na kulturę Utah zalicza się je do najbardziej oczywistych imion kojarzonych ze stanem.
Jako imię specyficznie mormońskie znalazło odbicie w kulturze tradycji religijnej, z której wierzeń wyrosło. Artykuł na łamach pisma „Friend” z maja 1994 wskazuje choćby, że imię zaczerpnięte z Księgi Mormona może być powodem do dumy oraz wywierać pozytywny wpływ na życie duchowe noszącego je człowieka. Dodatkowo kilkakrotnie wspominano to imię pośród typowych, mormońskich imion. Nadawane jest nie tylko przez członków Kościoła Jezusa Chrystusa Świętych w Dniach Ostatnich, głównej denominacji świętych. Pojawia się też wśród wiernych należących do mniejszych odłamów, w tym do Fundamentalistycznego Kościoła Jezusa Chrystusa Świętych w Dniach Ostatnich. Nephi Jeffs, brat Warrena, proroka-prezydenta tej wspólnoty, posługiwał między innymi jako biskup.

## Obecność poza Stanami Zjednoczonymi
Międzynarodowa ekspansja mormonizmu przyczyniła się do pojawienia się imienia Nefi również poza granicami Stanów Zjednoczonych. Występuje chociażby wśród nowozelandzkich Maorysów (w zapisie Niwhai). W źródłach można znaleźć również informacje o nadawaniu go dzieciom wiernych z terenów pozostających poza strefą tradycyjnych wpływów mormonizmu. Wspomina się tu o zamieszkałej w Paryżu parze nawróconych pochodzących z Wybrzeża z Kości Słoniowej, która swego syna nazwała Neffy, jak również o noszących to imię świętych w dniach ostatnich z Ekwadoru. Imię to dotarło jednocześnie na Filipiny, zatem do kraju z jedną z największych populacji wiernych Kościoła Jezusa Chrystusa Świętych w Dniach Ostatnich.